# Felsőszakács
Felsőszakács (Secaci), település Romániában, a Partiumban, Arad megyében.

## Fekvése
A Béli-hegység alatt, a Mézes-patak mellett, Béltől északkeletre, a Medes felső völgyében fekvő település.

## Története
Felsőszakács, Szakács nevét 1580-ban említette először oklevél Szekass néven. 1808-ban Szakács, 1909-ben Săcaciu, Szakács, 1913-ban Felsőszakács néven írták.
Szakács földesura a nagyváradi 1. sz. püspökség volt, még a 20. század elején is.
1851-ben Fényes Elek írta a településről: „Bihar vármegyében, a váradi deák püspök béli uradalmában, 204 óhitü lakossal, s anyatemplommal. Lakosai dióból, szilvából, almából s faragásból keresnek egy kis pénzt. Földe sovány.”
1910-ben 304 lakosából 288 román volt. Ebből 304 görögkeleti ortodox volt.
A trianoni békeszerződés előtt Bihar vármegye Béli járásához tartozott.

## Nevezetességek
- Görög keleti temploma 1725-ben épült.